# Teófilo Herrera Suárez
Teófilo Herrera Suárez (24 de febrero de 1924 - 23 de abril de 2020) fue micólogo, y curador mexicano.

## Biografía
Originario de México, D. F. en 1924 desde niño demostró aptitudes para el estudio de las ciencias biológicas, su interés por el conocimiento de los hongos cuando estudiaba en la Facultad de Ciencias de la Universidad Nacional Autónoma de México, titulándose como biólogo; simultáneamente estudió químico biólogo parasitólogo (QBP), en la Escuela Nacional de Ciencias Biológicas del Instituto Politécnico Nacional. En 1954, obtuvo el grado de Maestro en Ciencias en la Universidad de Wisconsin, en la especialidad de bioquímica y microbiología, y diez años más tarde el doctorado en la Facultad de Ciencias de la UNAM.
Su labor docente la inició en la Escuela Nacional Preparatoria –UNAM- en 1946, la cual se prolongó hasta 1957; su ingreso a la Facultad de Ciencias, fue como profesor de Paleobiología, y posteriormente de diversas cátedras. En su copiosa labor de investigación, cuenta en su haber 118 publicaciones. Designado investigador emérito del Instituto de Biología, el 18 de octubre de 1990.
Falleció el 23 de abril de 2020 a los 96 años debido a una afección cardíaca.

## Algunas publicaciones
- Guzmán G, Herrera T. Macromicetos de las zonas áridas de México. II. Gasteromycetos, 1969. An. del Instituto de Biología UNAM Serie Botánica 40 (1):1–92.

- Pérez-Silva E, Herrera T, Ocampo-López A. Nuevos registros de macromicetos para el municipio de Temascaltepec, Estado de México, 2011. Rev. mexicana de micología 34:23–30

- Perez-Silva E, Herrera T, Ocampo López A. Registro de hongos recolectados por Sessé y Mociño durante la primera real expedición botánica a la Nueva España, México, 2011. Rev. mexicana de micología 33: 63–65

- Pérez-Silva E, Esqueda M, Herrera T, Coronado M. Nuevos registros de Agaricales de Sonora, México, 2006. Rev. mexicana de biodiversidad, 77 (1)

- Pérez–Silva, E, Herrera T. Iconografía de macromicetos de México I. Amanita, 1991. Instituto de Biología, Publicaciones Especiales 6. Universidad Nacional Autónoma de México, México

- Pérez–Silva E, Aguirre CE, Herrera T. Descripción y nuevos registros de hongos micoparásitos de México, 1983. Bol. de la Soc. Mexicana de Micología 18: 71–84

- Pérez–Silva E, Herrera T. Macromicetos tóxicos: Chlorophyllum molybdites causante de micetismo gastrointestinal en México, 1986. Bol. de la Soc. Mexicana de Historia Natural 38: 27–36
- La abreviatura «T.Herrera» se emplea para indicar a Teófilo Herrera Suárez como autoridad en la descripción y clasificación científica de los vegetales.[2]